# Електричний заряд
Електричний заряд — фізична величина, яка характеризує здатність тіл створювати електромагнітні поля та брати участь в електромагнітній взаємодії. Електричний заряд звичайно позначають латинськими літерами {\displaystyle q} або великою буквою {\displaystyle Q}. Одиницею вимірювання електричного заряду в системі одиниць SI є кулон. Взаємодію електричних зарядів без врахування їх руху вивчає електростатика, а зарядів, що рухаються — електродинаміка. Рух електричних зарядів називається електричним струмом.

## Історія
Ще у давній Греції було відомо, що при натиранні бурштину шерстю він отримує здатність притягувати предмети. За Аристотелем у 600-х роках до н.є. подібне явище спостерігав Фалес Мілетський (оскільки текстів написаних самим Фалесом не знайдено, підтвердити цю історію наразі неможливо). Саме від давньогрецької назви бурштину (ηλεκτρον) і отримали назву електричні явища. Китайські та перські вчені також описували подібні явища. Зараз електризація тертям (насправді — дотиком) відома як трибоелектричний ефект.

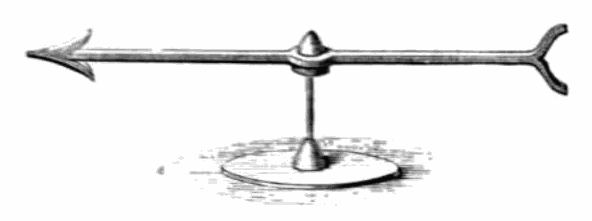
Версоріум Гілберта

Довгий час притягання при натиранні вважалося особливістю бурштину, аж допоки Вільям Гілберт не показав, що це не так у своїй праці «Про магніт, магнітні тіла та про великий магніт — Землю». Він створив прилад під назвою «версоріум»(лат. versorium), що дозволяв йому фіксувати навіть слабку електризацію. Версоріум являв собою металевий стрижень, подібний до компаса, проте не намагнічений, що починав обертатися при піднесенні наелектризованого об'єкта. Фактично, Гілберт винайшов перший електроскоп. За допомогою свого приладу він виявив цілий ряд речовин, які мали ті ж властивості що бурштин: діамант, скло, сірка і багато інших. Такі речовини він назвав електриками (зараз вони відомі як діелектрики). Ймовірно, на дослідження електричних і магнітних явищ Гілберта надихнули роботи Джироламо Кардано, який в середині 16 століття написав кілька робіт, присвячених порівнянню магнітного і електричного притягання.
У 1660-х Отто фон Ґеріке створив прилад, що дозволяв йому отримувати значні заряди. Його прилад являв собою кулю з сірки, насаджену на вісь. Куля оберталася, и натиралася сухими руками, накопичуючи заряд. Ґеріке першим описав електростатичне відштовхування — він помітив, що предмети, що торкалися кулі самі отримували заряд, але починали відштовхуватися один від одного. Також Ґеріке показав, що заряд може передаватися по лляних нитках на відстань до метра. Цікаво, що Ґеріке ставив свої досліди, бо спочатку думав, що гравітація має електричну природу, тобто, Земля має електричний заряд, і через це притягає до себе навколишні предмети.
У 1675 році Роберт Бойль встановив, що електричне притягання діє в тому числі і у вакуумі.
У 1729 році Стівен Ґрей показав, що електричний заряд може бути переданий за допомогою лляних ниток на значну відстань (до 300 метрів). Крім того, він з'ясував, що деякі речовини (метали) проводили заряд значно краще ніж інші (шовкові нитки).
У 1733 році Шарль Франсуа Дюфе відкрив, що існує два види заряду. Він назвав їх «скляним» і «смоляним», і показав, що однойменні заряди відштовхуються, а різнойменні — притягуються.
У 1746 році Пітер ван Мушенбрук винайшов «лейденську банку» — перший конденсатор.
У 1747 році Бенджамін Франклін показав електричну природу блискавки.
У 1775 році Шарль Огюстен Кулон сконструював крутильні терези, і відкрив з їх допомогою закон обернених квадратів, якому підкоряється взаємодія електричних зарядів, відомий зараз як закон Кулона. Тільки через сто років після цього стало відомо, що Генрі Кавендіш відкрив цей закон на 10 років раніше, але не опублікував свої результати.
У 1800 році Вольта сконструював першу електричну батарею що призвело до швидкого розвитку у 19 столітті теорії електричного струму, а також встановлення зв'язку між електрикою і магнетизмом.
У 1843 році Майкл Фарадей довів закон збереження електричного заряду. Крім того, він відкрив електромагнітну індукцію і створив перший генератор постійного струму.
У 1861 році Джеймс Максвелл записав свої рівняння, що повністю описували електричну і магнітну взаємодію у класичній формі.
Протягом усього 19 століття найбільш популярними способами опису природи електричного заряду були моделі "електричної рідини". При цьому існувало два конкуруючих підходи. Згідно з першим, існує дві рідини, "позитивна" і "негативна", які перетікали з одного тіла на інше. При цьому електризація тіл дотиком може відбуватися як перетіканням "негативної" рідини, так і "позитивної" — ця теорія не дозволяла обрати між цими варіантами. Другий підхід передбачав існування лише однієї "рідини". При цьому, постулювалося, що частинки звичайної речовини відштовхуються одна від  одної, але притягаються до електричної рідини, частинки якої в свою чергу, відштовхуються одна від одної. Цікаво, що ідея про те, що частинки заряду не є нескінченно дрібними, а дискретними, подібно атомам, з'явилася лише після експериментів Фарадея з електролізу (див. закони Фарадея), і була остаточно сформульована лише у 1874 році Джорджем Стоні, який і запропонував слово "електрон" для такої частинки.
Другий підхід також дозволяв пояснити і гравітацію — якщо сила притягання різнойменних зарядів є трохи більшою за силу відштовхування однойменних, то гравітація між нейтральними тілами виникала природним чином. Недоліком її було те, що вона ніяк не пояснювала асиметрію зарядів — чому один з видів електрики має відмінні від іншого властивості.
Ця модель отримала підтвердження у 1897 році, коли Джозеф Джон Томсон відкрив електрон, а невдовзі — показав, що він є складовою атома. У 1909 році Робертом Ендрюсом Міллікеном в експерименті з олійними краплями було доведено дискретність заряду. У 1911 році Резерфорд описав планетарну модель атома.

## Електричний заряд макроскопічних тіл
За сучасними уявленнями електричний заряд є властивістю частинок, з яких складаються атоми й молекули. Ядра атомів містять протони, що мають позитивний заряд, а електрони, що обертаються навколо них — негативний. Заряди протона і електрона рівні за абсолютним значенням, тому, коли їх кількість в атомі є однаковою, то сумарний заряд атома є нульовим. Більшість оточуючих нас атомів є нейтральними.
Іноді нейтральний атом може втратити електрон, або навпаки, захопити додатковий. Такий заряджений атом називається йоном. Співвідношення позитивних і негативних йонів, а також вільних електронів у речовині створює заряд на макроскопічному рівні.
Варто зазначити, що навіть у дуже сильно заряджених об'єктах більша частина атомів є нейтральною. Наприклад, планета Земля має негативний заряд близько мільйона кулонів, проте надлишкова кількість електронів що відповідає цьому заряду міститься усього лише в кількох кілограмах водню.
Існує багато способів надати тілу заряд:
- Наведений заряд: якщо розмістити провідник у зовнішньому електричному полі, заряди всередині нього перемістяться під дією поля — відповідно, одна сторона стане позитивно зарядженою, а інша — негативно. Це явище називається електростатична індукція.
- Контакт з іншим зарядженим тілом: якщо два тіла, одне з яких має заряд, фізично контактують одне з одним, то заряд перерозподіляється між цими тілами.
- Електризація тертям: якщо привести дві нейтрально заряджених речовини в близький контакт, електрони переходять з одного тіла на інше, і після роз'єднання, обидва тіла стають різнойменно зарядженими. Власне тертя не сильно впливає на електризацію, а потрібне лише для більш тісного контакту тіл. Найкраще таким чином отримують заряд діелектрики.
- П'єзоефект — у деяких кристалів (наприклад, у кварцу) при стисненні на поверхні виникає заряд.
- Піроелектрика — деякі з п'єзоелектриків генерують заряд на поверхні під час нагрівання.

та багато інших.
Такий заряд називається статичною електрикою.
Кількість заряду, яку може накопичити провідник залежить від його ємності і напруги, яку ми використовуємо, щоб його зарядити, і дорівнює добутку цих величин.
Заряд у провіднику накопичується не по всьому його об'єму, а розподіляється лише на поверхні, концентруючись на ділянках з великою кривиною. З цим пов'язаний "ефект вістря", коли заряд накопичується на гострій ділянці і породжує настільки значну напругу, що окремі електрони вилітають з вістря в повітря.

## Електричний заряд елементарних частинок
Лише дві стабільні частинки, електрон і протон, мають заряд, проте багато з нестабільних частинок також є зарядженими. Заряд всіх частинок (крім кварків) пропорційний заряду електрона, тому його заряд називають одиничним або елементарним і часто позначають латинською літерою е.
e = -1.602 176 487(40) ×10−19 Кл.

### Кварки
Всі шість відомих кварків мають заряд: u-, c- і t-кварки мають позитивний заряд, що дорівнює 2/3 заряду електрона, а d-, s- і b-кварки мають негативний заряд, рівний 1/3 заряду електрона. Відповідні антикварки мають протилежний заряд. Кварки не зустрічаються у вільному вигляді, а спостерігаються лише трійками (баріони), або парами кварк-антикварк (мезони) — разом всі ці частинки відомі під назвою адрони. Відповідно, заряд складених частинок завжди кратний заряду електрона. Відомі адрони з зарядами 0 (нейтрон), 1 (протон), 2(Ξcc++ баріон). В усіх адронів є античастинки, що мають протилежний заряд.

### Лептони
У кожному з трьох поколінь лептонів існує одна заряджена частинка і одне нейтральне нейтрино. Електрон належить до першого покоління лептонів. Мюон і тау-лептон з відповідними нейтрино складають друге і третє покоління. Заряд всіх заряджених лептонів однаковий. Кожен лептон має античастинку з протилежним зарядом, наприклад, античастинка електрона — позитрон.

### Бозони
Елементарні бозони не мають заряду, окрім двох частинок W+ і W- бозонів. Їх заряд чисельно дорівнює заряду електрона.

## Закон збереження
| Симетрія у фізиці            | Симетрія у фізиці                 | Симетрія у фізиці            |
| Перетворення                 | Відповідна інваріантність         | Відповідний закон збереження |
| ---------------------------- | --------------------------------- | ---------------------------- |
| ⭥Трансляції часу             | Однорідність часу                 | …енергії                     |
| ⊠ C, P, CP і T-симетрії      | Ізотропність часу                 | …парності                    |
| ⭤ Трансляції простору        | Однорідність простору             | …імпульсу                    |
| ↺ Обертання простору         | Ізотропність простору             | …моменту імпульсу            |
| ⇆ Група Лоренца (бусти)      | Відносність Лоренц-коваріантність | …руху центра мас             |
| ~ Калібрувальне перетворення | Калібрувальна інваріантність      | …заряду                      |

Один із фундаментальних законів фізики стверджує, що електричний заряд не виникає і не зникає. В макроскопічному світі це означає, що заряд певного тіла може збільшитися або зменшитися тільки внаслідок перетікання його на інші тіла й компенсацією зарядом іншого знаку. Ізольована фізична система зберігає свій заряд. У світі елементарних частинок закон збереження означає, що при будь-яких перетвореннях частинок алгебраїчна сума зарядів частинок зберігається.
Теорема Нетер дозволяє вивести закон збереження заряду з глобальної калібрувальної інваріантності — симетрії відносно повороту хвильової функції всіх частинок у фазовому просторі на один і той самий кут.

## Взаємодія електричних зарядів
Нерухомі заряди взаємодіють між собою за законом Кулона:
{\displaystyle F_{12}=k\cdot {\frac {q_{1}\cdot q_{2}}{r_{12}^{2}}}}
Заряди що рухаються створюють магнітне поле, а електричне поле стає змінним. У класичній електродинаміці, на заряд, що рухається у електромагнітному полі діє сила
{\displaystyle {\vec {F}}=q{\vec {E}}+q{\vec {v}}\times {\vec {B}}}
де B — вектор магнітної індукції, а Е — напруженість електричного поля. 
Для обрахунку цих величин використовують рівняння Максвелла.
У квантовій механіці зарядженні частинки взаємодіють через постійний обмін віртуальними фотонами.
Інтенсивність електромагнітної взаємодії визначає стала тонкої структури, що дорівнює приблизно {\displaystyle {\frac {1}{137}}}.

## Зарядове спряження
Зарядовим спряженням називають заміну всіх частинок на античастинки. При цьому заряд всіх об'єктів міняється на протилежний. Довгий час вважалося, що існує симетрія відносно зарядового спряження — усі процеси будуть протікати так само після такого перетворення (позитрони будуть обертатися навколо ядер з антипротонів і антинейтронів тощо), але у 1957 році американська вчена-фізик Ву Цзяньсюн поставила експеримент, що показав, що ця симетрія порушується при слабкій взаємодії.

## Виноски
1. ↑  Baigrie, 2007, с. 1.
2. ↑  Baigrie, 2007, с. 10.
3. ↑  Baigrie, 2007, с. 11.
4. 1 2 3  Greiner, 2012, с. 25.
5. ↑  Historical Beginnings of Theories of Electricity and Magnetism [Архівовано 25 серпня 2021 у Wayback Machine.](англ.)
6. ↑  The Oxford Guide to the History of Physics and Astronomy(англ.)
7. ↑  History of electricity. The discovery of conductors and insulators by Gray, Dufay and Franklin. Архів оригіналу за 20 лютого 2020. Процитовано 10 травня 2020.
8. ↑  Greiner, 2012, с. 26.
9. ↑  High Energy Physics(англ.)
10. ↑  Максвелл, 1989, с. 61.
11. ↑  Максвелл, 1989, с. 62.
12. ↑  Representing Electrons: A Biographical Approach to Theoretical Entities(англ.)
13. ↑  Максвелл, 1989, с. 63.
14. ↑  Global Electrical Circuit [Архівовано 29 квітня 2020 у Wayback Machine.](англ.)
15. ↑  CODATA Value: elementary charge. The NIST Reference on Constants, Units, and Uncertainty. US NIST. June 2011. Архів оригіналу за 13 червня 2018. Процитовано 23 червня 2011. {{cite web}}: Зовнішнє посилання в |work= (довідка)
16. ↑  Как абстрактная математика помогает конкретной физике [Архівовано 27 вересня 2020 у Wayback Machine.](рос.)
17. ↑  зарядовое сопряжение [Архівовано 15 лютого 2020 у Wayback Machine.](рос.)